# Vicomtekrone

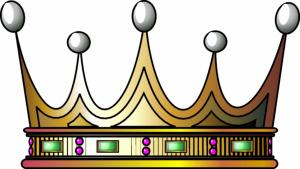
Vicomtekrone

Die Vicomtekrone ist eine Rangkrone für den französischen und spanischen Adel.
„Vicomte“ leitet sich aus dem Französischen ab und bezeichnet ursprünglich den Stellvertreter eines Grafen. Später stand der Begriffe für den Titel zwischen Graf und Baron stehenden Adligen.
Im Jahr 819 tauchte der Begriff in Frankreich auf. Die Normannen sollen ihn später in England eingeführt haben. Der älteste Sohn eines Marquis oder Grafen führte häufig den Titel Vicomte.
Im Niederländischen ist es eine Burggrafenkrone. Die französische und spanische Krone hat an einem Stirnreif fünf sichtbaren Kronenzacken. Ihre Höhe wechselt laufend. An den Spitzen der Zacken befindet sich je eine Perle. Bei der niederländischen Form sind die niedrigen Zacken durch Blattzacken ersetzt. Völlig anders sieht die belgische Vicomtekrone aus. Am Stirnreif sind drei hohe mit je drei Perlen besetzte Kronenzacken sichtbar.